# Santa Maria Mediatrice dei Franciscani
Santa Maria Mediatrice dei Franciscani, conhecida apenas como Santa Maria Mediatrice, é uma igreja de Roma localizada na Via di Santa Maria Mediatrice, 53,no quartiere Aurelio. É dedicada a Nossa Senhora Medianeira.

## História
Esta igreja serve à cúria geral da Ordem dos Frades Menores ("franciscanos"), proprietários do edifício. Por seis séculos, a sede ordem permaneceu em Santa Maria in Aracoeli, mas os frades foram expulsos em 1873 pelo novo governo italiano em 19873. Inicialmente, a sede se transferiu para um novo complexo em Sant'Antonio da Padova a Via Merulana, que conta com um colégio. Com o crescimento deste, o local ficou inadequado e os frades decidiram mudar a cúria para um novo local.
A igreja foi construída com base num projeto do arquiteto Giovanni Muzio entre 1942 e 1950. Atualmente ela é uma igreja subsidiária de San Gregorio VII.

## Descrição
A estrutura exterior é composta basicamente de tijolos aparentes com elementos em travertino, este enquadrando o portal de entrada com uma ordem dupla de colunas. O interior é composto por dois salões separados por um poderoso arco triunfal em ônix que lembra a decoração da fachada, uma dupla ordem de colunas, sob o qual está o altar-mor: o primeiro salão, de planta octogonal sob uma base quadrada, é encimado por uma cúpula e serve de nave da igreja; o segundo, de planta retangular com teto em caixotões e bancos para os frades, serve de coro para acolher a comunidade franciscana. Ao redor deste último está um deambulatório (encimado por um matroneu) ao longo do qual estão diversos altares laterais destinados às celebrações privadas da missa.
O interior da cúpula é revestido de mosaicos, obra de Giorgio Quaroni, Adriano Alessandrini e Ugo Chyurlia, representando a "Virgem entronizada entre Santos e Profetas" e mais os símbolos dos quatro evangelistas. No salão octogonal também há dois altares laterais: no da esquerda está um alto-relevo de Francesco Nagni representando "Maria Medianeira entre Cristo e a Humanidade que Sofre"; no da direita, uma obra de Ivan Mestrovich chamada "Estigmas de São Francisco". No coro está um notável afresco de Gisberto Ceracchini, "Apoteose da Ordem Menor"; na parede do fundo está "Maria Rainha da Ordem Menor". A Via Crúcis é obra de Domenico Mastroianni.
Na igreja está também um órgão de tubos Mascioni opus 618, construído em 1946.